# Nave da battaglia

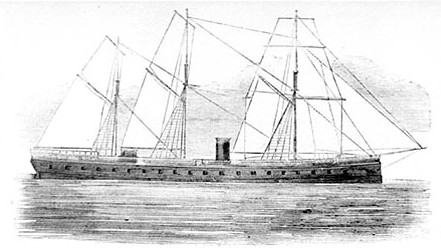
La Gloire, la prima nave da battaglia corazzata (1860).

Con il termine nave da battaglia (chiamata anche corazzata) si indicano le più potenti navi da guerra delle marine militari per tutto il periodo che va circa dalla metà del XIX secolo fino a poco dopo la fine della seconda guerra mondiale. Le navi da battaglia erano protette da pesanti corazze in acciaio e avevano come ruolo principale l'ingaggio di navi da guerra nemiche con il fuoco diretto o indiretto di un arsenale di cannoni; inoltre, come ruolo secondario, potevano compiere bombardamenti di bersagli costieri o in prossimità della costa, come supporto agli assalti della fanteria. Dopo la seconda guerra mondiale vennero considerate obsolete a causa delle maggiori potenzialità belliche e operative delle portaerei, sebbene alcune corazzate degli Stati Uniti d'America siano state mantenute in riserva e utilizzate per il bombardamento costiero e come piattaforme lanciamissili fino all'inizio degli anni 1990.

## Antesignane delle navi corazzate

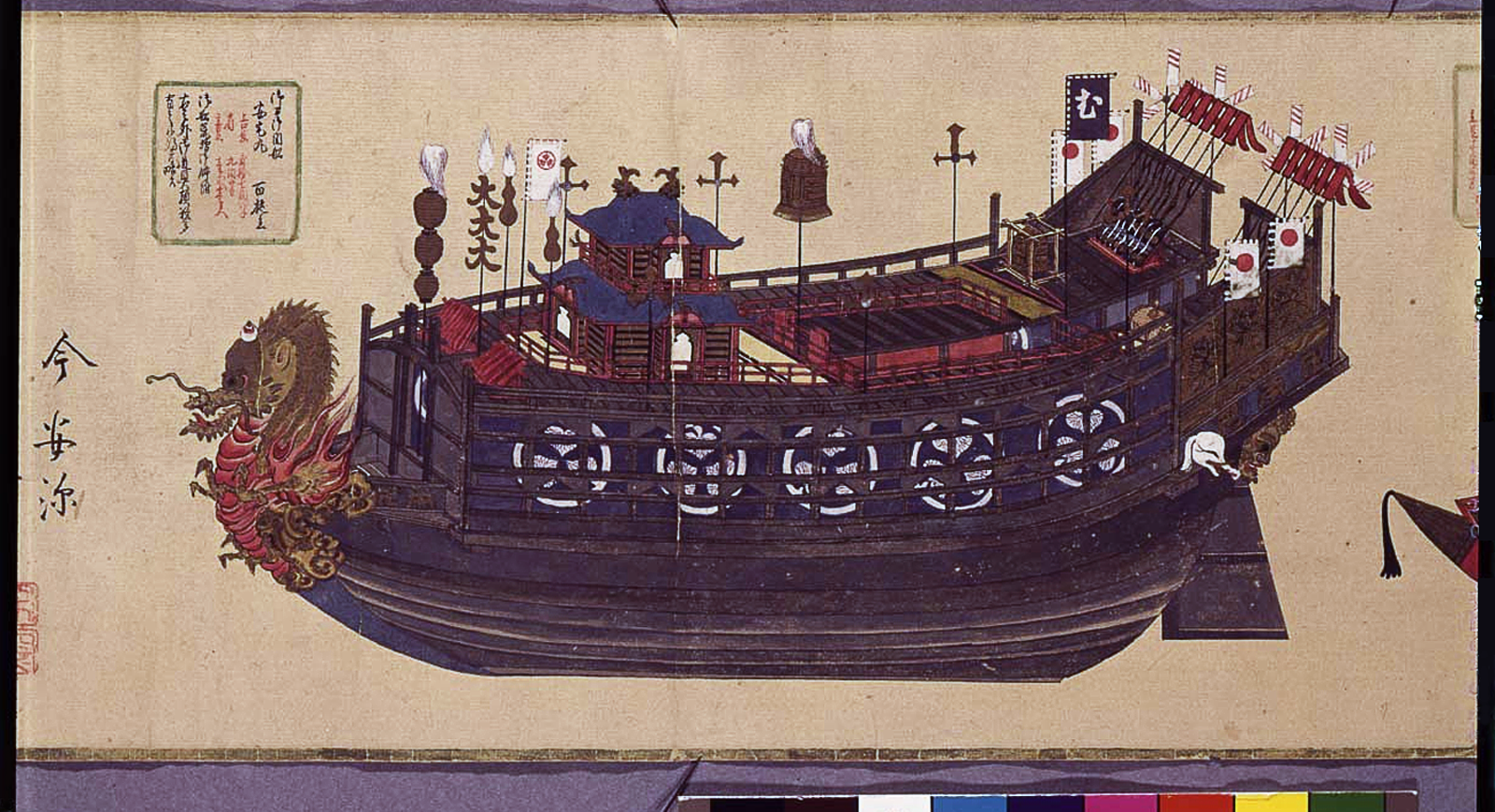
Una nave da guerra costiera atakebune giapponese.

Oda Nobunaga, un daimyō giapponese, fece costruire, nel 1576, sei Ōatakebune (大安宅船) corazzate in ferro. Queste navi erano chiatte chiamate "tekkōsen" (鉄甲船, letteralmente "navi corazzate in ferro") armate con cannoni e archibugi. Con esse, nel 1578 durante un'operazione di blocco navale, sconfisse la marina del Clan Mōri alla bocca del fiume Kizu a Osaka.
La Corea sviluppò le geobukseon o kobukson ("navi Tartaruga" - intese come a "forma di tartaruga") nel XVI secolo per respingere i tentativi del Giappone di invadere Joseon. Si dice che quello progettato dall'ammiraglio Yi Sun Sin fosse rivestito di ferro, ma in realtà non era completamente ricoperto: solo il tetto era coperto di lastre in ferro ed era dotata sui fianchi di feritoie di tiro dalle quali colpire gli avversari con cannoni oltre che con un lanciafiamme posto a prua in una bocca di drago; la sua mole era decisamente superiore alle navi avversarie dell'epoca, quelle giapponesi, e così la robustezza dello scafo in virtù del metallo utilizzato.

## Età industriale

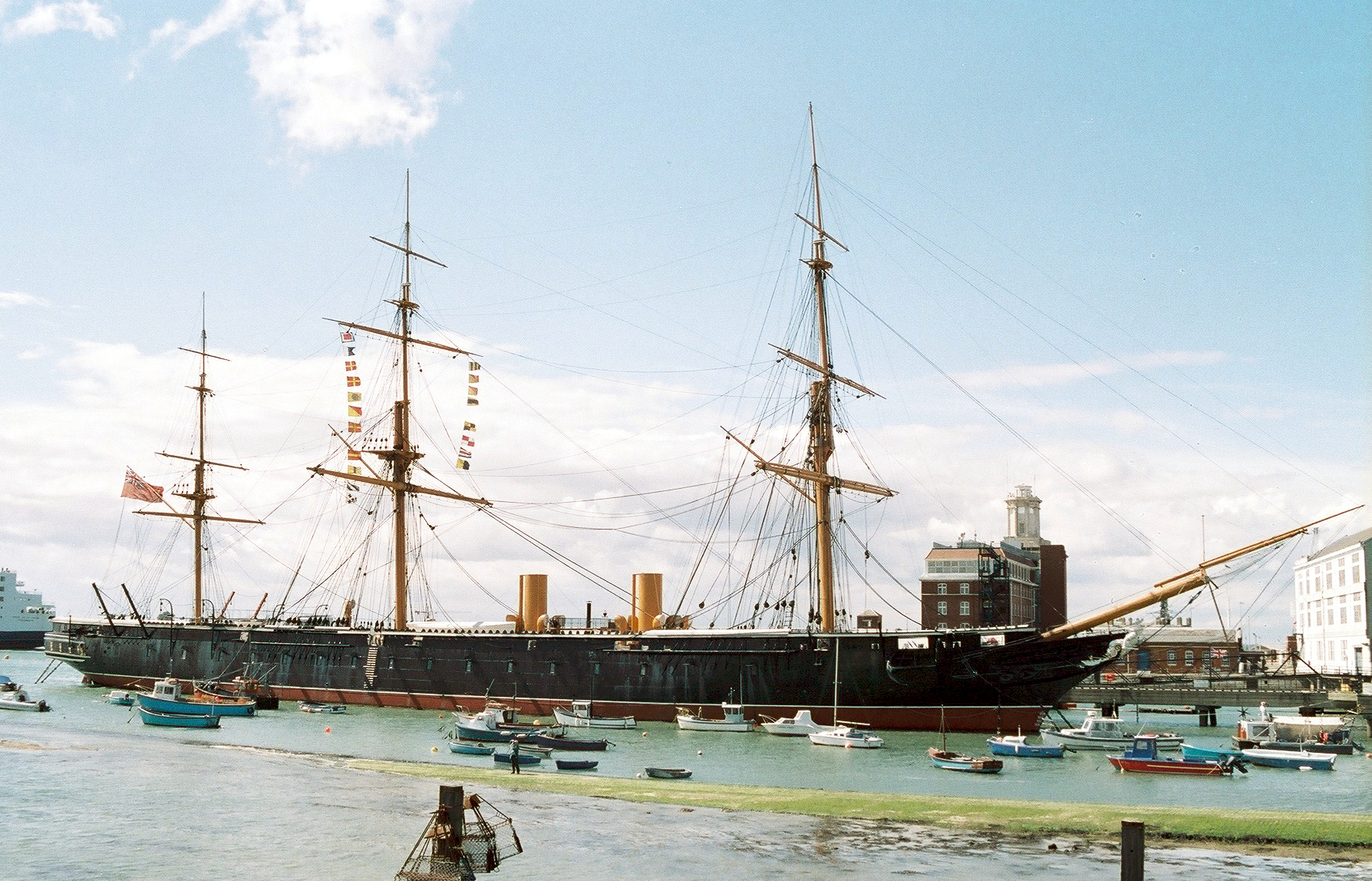
La Warrior ancorata a Portsmouth dopo la sua trasformazione in nave museo.

Nel 1814 nacque la prima nave a vapore da guerra, chiamata "Fulton" in nome del suo progettista Robert Fulton. A cominciare dall'inizio degli anni 1840 numerose innovazioni tecnologiche incominciarono a rivoluzionare la concezione delle navi da guerra. Caldaie a vapore affidabili incominciarono a rendere le navi da guerra molto più manovrabili e divennero l'ovvia alternativa alle vele non appena i problemi dei viaggi a lunga distanza e del rifornimento vennero risolti. Nel 1844 l'introduzione dell'elica eliminò il principale difetto che aveva impedito lo sviluppo di navi da guerra a vapore, difatti i comandanti ritenevano la ruota troppo vulnerabile alle cannonate. L'ammiraglio francese Henri-Joseph Paixhans inventò cannoni navali con proiettili esplosivi capaci di penetrare gli scafi di legno e di incendiarli che furono adottati a partire dal 1841 dalle marine di Francia, Inghilterra, Russia e Stati Uniti. La loro efficacia chiaramente dimostrata durante la guerra di Crimea portò a sua volta allo sviluppo delle prime navi corazzate nel 1859, e alla successiva diffusione generalizzata degli scafi in acciaio. Negli anni 1860 le maggiori potenze navali costruirono fregate corazzate (le prime navi corazzate) che sebbene fossero provviste di un solo ponte di batteria venivano usate come navi di linea, non come fregate.
La prima corazzata della storia occidentale con scafo in legno e lastre di corazzatura in ferro, un'elica e tre alberi ausiliari fu la francese La Gloire da 5600 t, dotata anche di cannoni a retrocarica con proiettili esplosivi Paixhans. Nell'anno successivo venne varata la HMS Warrior, interamente in ferro, e con dislocamento doppio rispetto alla Gloire, inaugurando una corsa agli armamenti che si sarebbe fermata solo con il trattato navale di Washington del 1922. La prima nave da guerra priva di alberi, la HMS Devastation, venne varata nel 1871 e dotata di 4 potenti (per l'epoca) cannoni ad avancarica da 12 pollici (305 mm) in due torrette girevoli con corazzatura da 35 cm. Le prime navi con scafo in acciaio comparvero nel 1876 con il varo della francese Redoutable a batteria centrale, che lo impiegava largamente nello scafo, ma utilizzava ancora lastre di ferro per la corazzatura.

### Cannoni navali con proiettili esplosivi

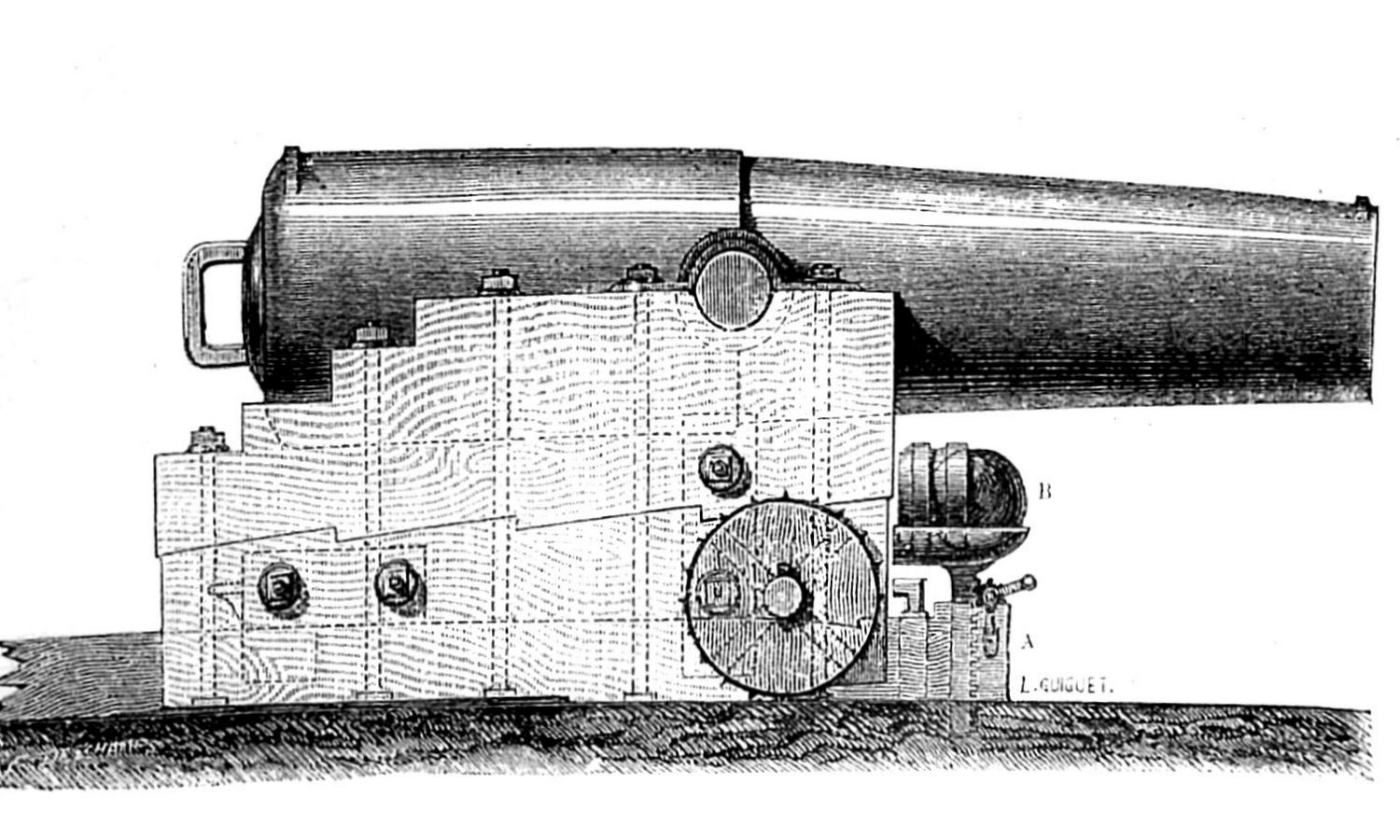
cannone Paixhans.

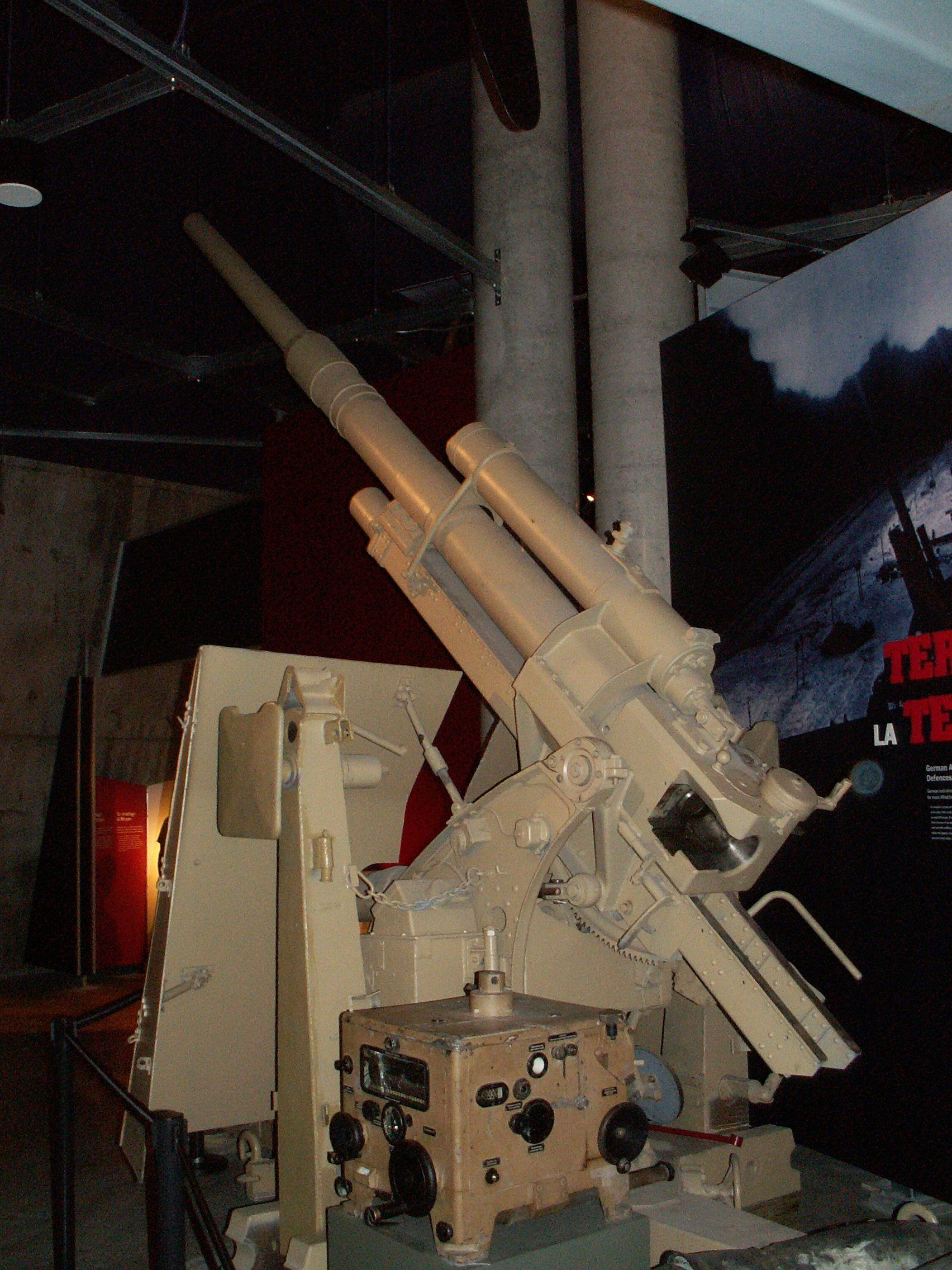
Sistema di puntamento.

Sebbene i proiettili esplosivi fossero stati utilizzati già da lungo tempo nella guerra terrestre (negli obici e nei mortai), questi potevano sparare solo ad alzo elevato con traiettoria parabolica e a velocità relativamente basse, ovvero con tempo di volo del proiettile molto elevato. Il tempo di volo, sostanzialmente ininfluente quando il bersaglio è fisso, diventa critico nel caso si voglia colpire un bersaglio in movimento, come una nave, in quanto il cannoniere non deve puntare direttamente al bersaglio, ma anticiparne il movimento e puntare al luogo ove il bersaglio si troverà quando il proiettile ne intersecherà la rotta; un compito tanto più complicato quanto maggiore è il tempo di volo, soprattutto in un'epoca anteriore all'introduzione di efficaci sistemi di puntamento.
Per questo motivo, il combattimento navale nel XIX secolo consisteva nel fuoco di cannoni a traiettoria relativamente piatta e alta velocità, e quindi gli scontri navali si risolvevano nel fuoco di cannoni che sparavano proiettili inerti contro scafo e alberatura. Questo tipo di cannoneggiamento provoca danni di modesta entità, che però si sommano nel tempo arrivando, a volte dopo numerose ore, a rendere ingovernabile o non galleggiabile la nave, o semplicemente a decimare l'equipaggio al punto da non consentirgli di proseguire la battaglia. L'unico rischio catastrofico era che un colpo incendiasse le cariche pronte sul ponte o, peggio, la santabarbara con una conseguente esplosione distruttiva, come accadde al L'Orient nella battaglia navale di Abukir.
L'ammiraglio francese Henri-Joseph Paixhans sviluppò una spoletta che si armava al momento del lancio, mediante la quale si poté per la prima volta sparare proiettili esplosivi da cannoni potenti e dalla traiettoria piatta. L'effetto dei proiettili esplosivi contro gli scafi di legno causava incendi e si dimostrò devastante. I primi cannoni Paixhans vennero prodotti nel 1841 e Francia, Regno Unito, Russia e Stati Uniti adottarono i nuovi cannoni nel corso degli anni 1840. Il cambiamento della guerra navale venne chiaramente dimostrato dalla distruzione della flotta turca da parte della flotta russa (equipaggiata con questi cannoni) durante la battaglia di Sinope nel 1853.
L'americano John A. Dahlgren migliorò successivamente (a partire dal 1854 circa) il cannone Paixhans, che era in grado di sparare solo proiettili esplosivi, realizzando il cannone Dahlgren in grado di sparare anche proiettili perforanti e che venne utilizzato durante la guerra di secessione americana (1861-1865).

### Navi da battaglia a vapore

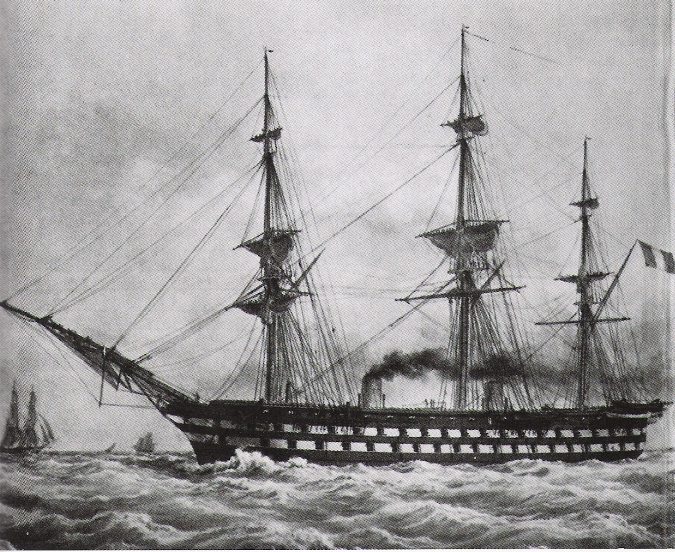
Le Napoléon (1850), la prima nave da guerra a vapore costruita come tale.

Prima dell'adozione sperimentale dell'elica sulle navi da guerra negli anni 1840 la sola tecnologia a vapore disponibile era quella della ruota a pale che a causa del loro posizionamento sulle fiancate dello scafo e del grande apparato meccanico richiesto non erano compatibili con la disposizione dei cannoni lungo le fiancate. L'elica fu pertanto una opzione tecnologica per lo sviluppo di navi da battaglia a vapore che potessero sviluppare una potenza di fuoco maggiore.
Il Regno Unito sviluppò alcune unità costiere con propulsione a vapore ed elica negli anni 1840, chiamandole blockship o anche steam guardship, queste erano conversioni di navi da battaglia tradizionali obsolete, tipicamente delle navi a due ponti da 64 o 74 cannoni, rasate, in batterie galleggianti con un motore a vapore adattato da 450 hp, che permetteva loro di raggiungere velocità comprese tra 5,8 e 8,9 nodi. Il Regno Unito fu comunque riluttante a sviluppare regolari navi da battaglia a vapore, apparentemente per il suo impegno in operazioni mondiali a grande distanza, per le quali le vele erano ancora la forma di propulsione più appropriata e affidabile.
La nave da battaglia della marina francese Le Napoléon divenne la prima nave da battaglia a vapore intenzionalmente costruita come tale, varata nel 1850. Fu anche la prima nave da battaglia a elica. Nel Regno Unito la Agamemnon venne ordinata nel 1849 in risposta alle voci dello sviluppo francese ed entrò in servizio nel 1853. Otto navi sorelle della Le Napoléon vennero costruite in Francia nel corso di un periodo di dieci anni, mentre il Regno Unito presto prese il vantaggio nella produzione, sia nel numero di navi costruite sia convertite.
Le navi a vapore corazzate vennero usate in un conflitto per la prima volta durante la guerra di secessione americana. Il primo di questi vascelli a ricevere il battesimo del fuoco fu il CSS Manassas, una nave corazzata a dorso di tartaruga da speronamento, precedentemente noto come il rimorchiatore Enoch Train, ricostruito con un bassissimo profilo. Venne usato in combattimento contro la Marina USA, al primo scontro danneggiando pesantemente lo sloop-of-war Richmond ma riportando anche seri danni nello speronamento; dopo le riparazioni attaccò il 24 aprile 1862 una squadra unionista durante la battaglia per la cattura di New Orleans speronando le USS Mississippi e Brooklyn, ma arenandosi durante lo scontro; divenuta bersaglio immobile, venne centrata più volte e incendiata dalla USS Mississippi, sbandando e infine esplodendo.

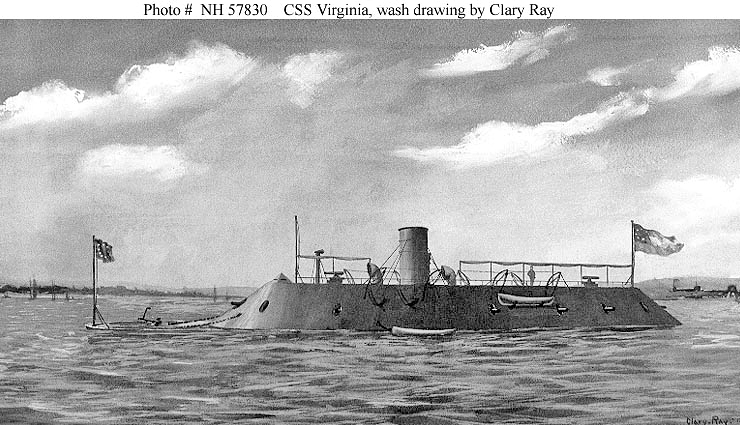
CSS Virginia.

Il primo combattimento tra due navi corazzate fu la battaglia di Hampton Roads, dell'8-9 marzo 1862. Sebbene lo scontro si risolse in un nulla di fatto la nave corazzata Confederata CSS Virginia e la sua controparte Federale USS Monitor, divennero in qualche modo leggendarie e aiutarono l'arrivo di una nuova era di navi corazzate a vapore.
Nel 1864 la Spagna usò navi corazzate contro i porti cileni, ma la più grande battaglia che abbia coinvolto navi corazzate di questo tipo fu la battaglia di Lissa, nel 1866. Le marine dell'Austria e quella dell'Italia, ognuna schierando una flotta combinata di fregate e corvette di legno e di navi corazzate a vapore si affrontarono in quella che fu la più grande battaglia navale in Europa dall'epoca della battaglia di Trafalgar. Successivamente le navi corazzate furono usate dal Perù e dal Cile nella Guerra del Pacifico.

### Nave corazzata

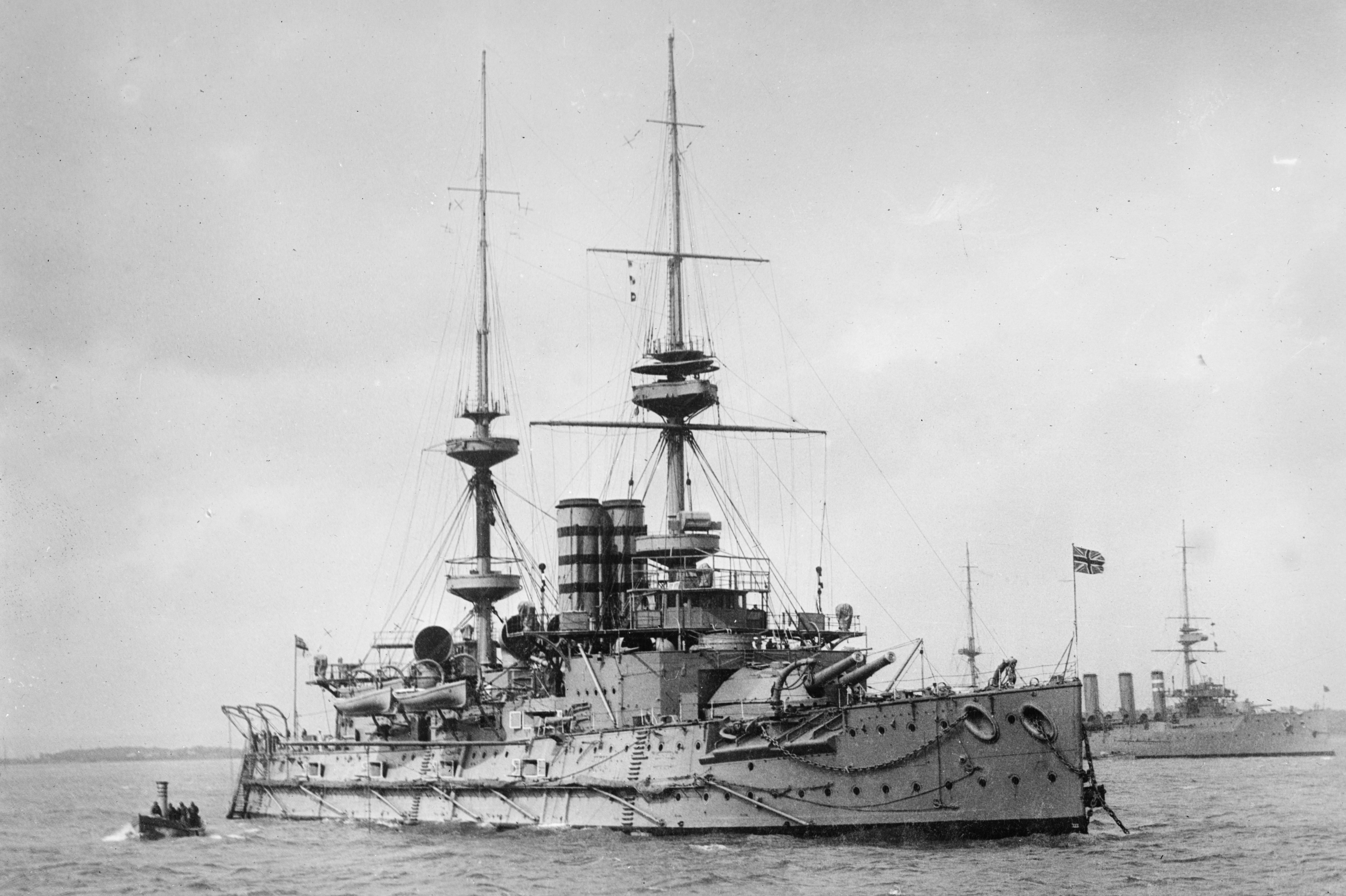
Esempio di nave corazzata.

Nel 1855 la Marine nationale fece degli esperimenti con batterie corazzate in ferro come mezzo per ridurre le difese russe a Kinburn sul Mar Nero. Nel 1856 la Royal Navy costruì dei congegni simili per ridurre le difese costiere russe di Kronštadt, ma non fece in tempo a utilizzarle prima della fine delle ostilità.
Nel 1857 Herny Dupuy de Lôme, lo stesso ideatore dei 5 mezzi operanti in Crimea, varò La Gloire, prima nave corazzata da battaglia oceanica. Sebbene costruita in legno (le fu data la precedenza rispetto alla Couronne con scafo in ferro, progettata da Camille Audenet e varata in seguito) e propulsa principalmente da vele, era anche equipaggiata con un'elica e il suo scafo era protetto da uno spessa corazza in ferro (nave corazzata). Questa nave rese istantaneamente obsolete tutte le navi di linea britanniche, dato che era maggiormente manovrabile e che sulla sua spessa corazza le palle di cannone semplicemente rimbalzavano via. L'anno successivo, come risposta, il Regno Unito varò la Warrior, molto superiore, che fu la prima corazzata interamente in ferro e a scafo compartimentato. I miglioramenti nella costruzione navale che seguirono resero obsolete entrambe le navi nel giro di dieci anni.
L'innovazione scatenò una corsa agli armamenti con le altre potenze mondiali, che afferrarono la possibilità di costruire navi da guerra moderne per sfidare i vascelli britannici: programmi di costruzione navale ebbero inizio nel Regno Unito, Francia, Italia, Impero austro-ungarico, Russia e Prussia/Germania. Nel tentativo disperato di mantenere la superiorità navale (dato il tradizionale obiettivo della Royal Navy di essere superiore a qualunque combinazione di altre due marine nazionali), il governo britannico investì fondi sempre maggiori nello sforzo di essere costantemente all'avanguardia nel progetto di navi da guerra.

### Torrette e cannoni a canna rigata

Animazione di una torretta.

Molto presto incominciò anche l'uso di cannoni a canna rigata, seguendo il progetto dell'architetto navale John Ericsson. La torretta permise agli stessi cannoni, rotati, di sparare sia a dritta sia a sinistra, quindi si potevano imbarcare meno cannoni. Negli anni 1870 le pirofregate corazzate con i cannoni allineati lungo le fiancate persero favore e furono sostituite dagli incrociatori protetti che rapidamente adottarono le torrette. La transizione dai cannoni a canna liscia ai cannoni a canna rigata influenzò grandemente il progetto delle navi. La paura che una potenza navale nemica potesse lanciare un attacco con navi che fossero anche solo lievemente superiori divenne uno dei fattori principali della politica di difesa britannica della fine del XIX secolo. La tecnologia di costruzione delle navi da guerra avanzò così rapidamente dal 1865 al 1906 che le nuove navi da battaglia divennero spesso obsolete pochi anni dopo la costruzione. Questo impose un enorme sforzo finanziario - nel 1870 il governo britannico investì il 37% del suo bilancio annuale nella costruzione di nuove navi da guerra.

### Polvere nera

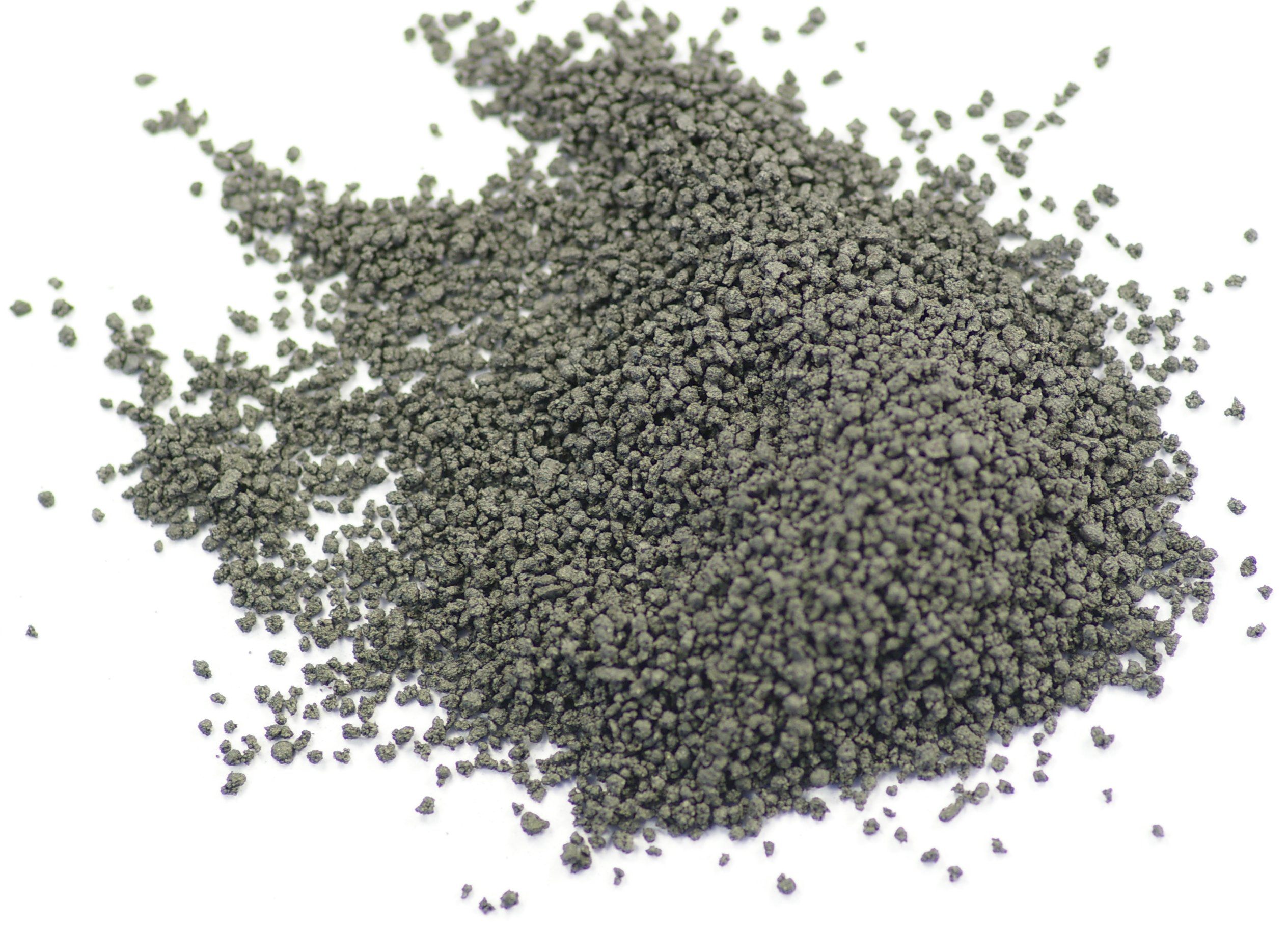
Polvere nera.

Lo sviluppo di nuovi esplosivi fu un passo critico nella creazione delle navi da battaglia moderne - la combustione della polvere nera era molto rapida, e pertanto i cannoni dovevano avere delle canne relativamente corte o altrimenti l'attrito esercitato sul proiettile avrebbe rallentato il proietto spinto dalla violenta espansione della polvere. La rapidità dell'esplosione della polvere nera significava anche che i cannoni erano soggetti a un estremo stress del materiale. Lo sviluppo della polvere infume, la cui combustione era più progressiva, permise di utilizzare canne più lunghe che, oltre a permettere gittate maggiori, sono più precise e soggette a uno stress minore. Pertanto i cannoni erano maggiormente durevoli e potevano essere costruiti con tolleranze minori. Inoltre, questo permise alle navi da battaglia di montare meno cannoni perché erano più efficaci dei modelli precedenti.

### Sperimentazioni
Tra il 1870 e il 1890 le navi da battaglia entrarono in una concitata fase sperimentale, numerose marine sperimentarono diversi arrangiamenti di torrette, dimensioni e numeri, con ogni nuovo progetto che rendeva in gran parte obsoleti i precedenti. Diversamente dagli inglesi, i francesi costruirono spesso un singolo esemplare di ogni nuovo progetto. La Marine nationale si guadagnò così il soprannome di "marina di esperimenti".

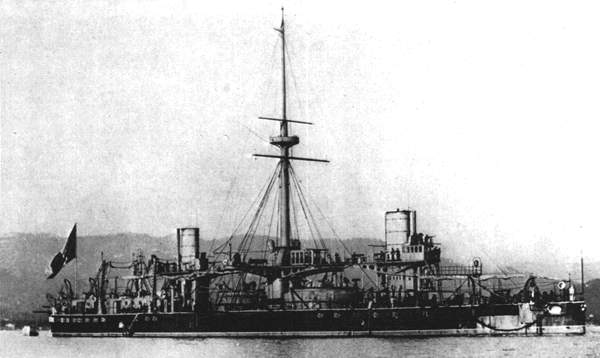
L'italiana Duilio, la prima moderna corazzata d'altura a torri della storia.

Una serie di navi da battaglia tedesche venne progettata con numerosi piccoli cannoni per respingere navi di dimensioni minori, una inglese venne costruita con un motore a turbina (che sarebbe diventato il sistema di propulsione principale per tutte le navi). Le principali nazioni costruttrici di navi di battaglia di questo periodo furono la Gran Bretagna, Francia, Russia e le nuove arrivate Germania, Impero austro-ungarico e Italia la quale con la classe Duilio ottenne un breve periodo di primato tecnico, mentre la Turchia e la Spagna si dotarono di un piccolo numero di fregate corazzate e di incrociatori, perlopiù di costruzione estera, così come Svezia, Norvegia e Olanda che acquistarono o costruirono più piccole "navi da battaglia costiere" ("Pantserschip" o "Panzerschiffe", a seconda della lingua) del tonnellaggio massimo di 5.000 t. Alcune marine sperimentarono anche "navi da battaglia di seconda classe", vascelli più economici di una vera nave da battaglia, ma anche meno potenti; questi non furono comunque particolarmente popolari, specialmente nelle marine di nazioni con ambizioni globali. Gli Stati Uniti sperimentarono quattro di queste navi, tra cui le prime due navi da battaglia americane, la Maine e il Texas.

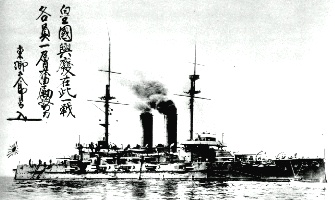
La nave da battaglia pre-Dreadnought Mikasa, ammiraglia della flotta giapponese alla battaglia di Tsushima, nel 1905.

La prima nave da battaglia somigliante alle navi da battaglia moderne venne costruita in Gran Bretagna intorno al 1870 con la classe Devastation caratterizzata da navi a vapore prive di vele, con i cannoni montati in torrette derivanti dal modello montato sulla USS Monitor. Comunque non fu prima del 1880 circa che il progetto delle navi da battaglia si stabilizzò. Successivamente il dislocamento delle navi da battaglia crebbe rapidamente man mano che motori più potenti, corazze più spesse e cannoni di calibro inferiore vennero aggiunti. Molti modelli sperimentali vennero costruiti, ma infine tutte le marine convergettero su un modello definito a posteriori come Pre-dreadnought, per cui le navi da battaglia costruite nel periodo 1890-1905 avevano solitamente un dislocamento di 9000-16000 t, una velocità di 13-18 nodi e un armamento principale di quattro "grossi cannoni", di solito di calibro 305 mm in due torri poste a prua e a poppa lungo il piano si simmetria, più una batteria intermedia pesante di tipicamente 8 cannoni da 203 mm posti in torri binate agli angoli della sovrastruttura e una batteria secondaria di cannoni minori.
Le batterie principali da 305 mm e da 203 mm erano generalmente usate nel combattimento contro altre navi da battaglia anche se per i direttori di tiro era difficile discernere il risultato del tiro dei cannoni più pesanti da quello dei pezzi più piccoli, mentre quelle secondarie, di calibro compreso tra 178 mm e 127 mm erano riservate a minacce minori, incrociatori e i nuovi cacciatorpediniere. Alcuni progetti diversi, tra cui le navi americane classe Kearsarge e Virginia sperimentarono la sovrapposizione dei cannoni secondari da 8" a quelli primari da 305 mm (le cui torrette non potevano ruotare indipendentemente), ma venne verificato che il tiro dei cannoni più leggeri veniva disturbato notevolmente nel puntamento dalle vibrazioni indotte dai cannoni pesanti. Le torrette, la corazzatura e il motore a vapore vennero migliorati nel corso degli anni e venne introdotto il tubo lanciasiluri. Comunque gli eventi scatenarono una nuova corsa agli armamenti navali nel 1906.
Ben pochi però (eccetto che in alcuni ambienti navali francesi) si accorsero che l'evento più straordinario della storia navale del tardo XIX secolo e dell'inizio del XX non era la comparsa di navi da battaglia sempre più avanzate, con cannoni e motori sempre più potenti, ma la rivoluzione concettuale portata avanti dal siluro (e dalla mina), armi molto economiche e capaci, per la prima volta nella storia della marineria, di permettere a una nave molto piccola di affondare una nave molto grossa. I primi siluri erano troppo primitivi (e di cortissima gittata) per impensierire le corazzate, mentre nel corso degli anni '80-'90 del XIX secolo la minaccia delle torpediniere fu efficacemente controbattuta aumentando a dismisura il numero dei piccoli pezzi d'artiglieria (tra i 37 e i 76 mm in genere) destinati esplicitamente a contrastarle prima che potessero lanciare i siluri. Quando però nel 1905 le corazzate furono pronte a una vera rivoluzione della loro potenza erano già disponibili i mezzi in grado di batterle, bastò cioè associare i siluri a piattaforme superiori alle vecchie torpediniere, come i sommergibili (e più tardi i sottomarini), le motosiluranti (e i MAS) e più tardi gli aerosiluranti, mentre i cacciatorpediniere diventarono non solo delle unità destinate a coprire le corazzate, ma dei bastimenti pericolosi e in grado, in determinate condizioni, di affondarle con una salva concentrata di siluri.

### Corazzate monocalibro
Nel 1905 la marina russa venne decisamente sconfitta nella battaglia di Tsushima dalla flotta della Marina imperiale giapponese, equipaggiata con navi da battaglia moderne. Gli eventi della battaglia rivelarono al mondo che nelle battaglie navali moderne solo i cannoni più grossi avevano importanza. Veniva così confermata la teoria elaborata alla fine dell'Ottocento dall'italiano Vittorio Cuniberti e resa famosa da un articolo edito nel 1903 sulla rivista Jane's. Con la crescita di calibro dei cannoni secondari l'identificazione e distinzione degli impatti dei cannoni secondari e di quelli primari (indispensabile per correggere il tiro) divenne sempre più problematica. La battaglia di Tsushima dimostrò che il danno dei cannoni principali era molto maggiore di quello dei secondari. Inoltre la battaglia dimostrò la possibilità pratica di combattimenti a distanza maggiore della gittata dei cannoni secondari (12000 m).
Inoltre, la cadenza di tiro dei calibri maggiori diventava sempre più simile a quella dei pezzi minori, eliminando così il maggior pregio di questi ultimi.

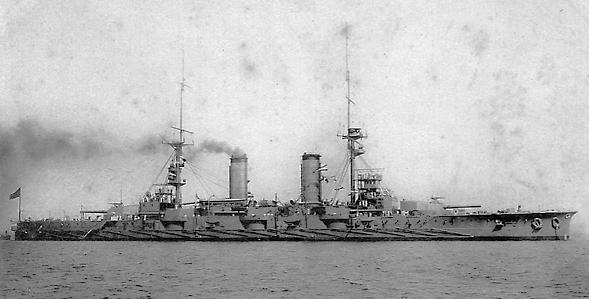
La corazzata Satsuma, la prima nave a essere progettata e costruita come corazzata monocalibro.

Comprendendo ciò gli Stati Uniti, il Giappone e la Gran Bretagna progettarono corazzate monocalibro. La Satsuma della Marina imperiale giapponese fu la prima nave da battaglia nel mondo a essere progettata e costruita come corazzata monocalibro (ovvero con i cannoni tutti dello stesso calibro), sebbene la carenza di cannoni disponibili permise di equipaggiarla con soli quattro dei dodici cannoni da 12" previsti.
La Gran Bretagna, condotta dal Primo lord del mare Jackie Fisher, completò e varò la Dreadnought in soli 11 mesi. La Dreadnought era equipaggiata con dieci cannoni da 305 mm in 5 torri binate e, invece dei consueti motori a vapore alternativi, era propulsa da una rivoluzionaria (per navi di grosse dimensioni dell'epoca) turbina a vapore. Le navi coi motori a vapore alternativi erano costrette a limitare la velocità ai 18 nodi a causa delle vibrazioni. Ma anche a quella velocità le vibrazioni limitavano la capacità di mirare e usuravano rapidamente i motori. La Dreadnought raggiungeva la velocità massima di 21 nodi. Fu la prima di un nuovo tipo di navi da battaglia monocalibro e il suo nome ne divenne sinonimo. Le principali potenze navali si misero tutte a costruirsi corazzate monocalibro per evitare di essere sopravanzate dalla Gran Bretagna. La Royal Navy pianificava l'aggiornamento della flotta con l'obiettivo di avere abbastanza potenza da poter sconfiggere le flotte combinate di due avversari (qualunque essi fossero). Tali ambizioni di costruzione di corazzate monocalibro, però, richiedevano somme sempre più elevate.
Il governo, già investito dalla crisi finanziaria successiva alla catastrofe militare della seconda guerra boera e da un'opinione pubblica che richiedeva spese maggiori per i lavori pubblici e l'assistenza sociale, non poteva permettersi di spendere denaro in altre navi da battaglia. Questo avvantaggiò relativamente le marine rivali (particolarmente la Kaiserliche Marine) consentendo loro di avvicinarsi alla flotta britannica. Inoltre l'economia britannica aveva sopravanzato quella di qualsiasi rivale europeo a partire dalla metà del XVIII secolo, ma negli ultimi decenni del XIX secolo altre potenze economiche incominciarono a emergere, in Europa la Germania unita cominciò la rincorsa e infine superò l'Inghilterra nella produzione di materiali strategici, come l'acciaio, inoltre dimostrò (come del resto il tradizionale rivale francese) una notevole inventiva tecnologica. Oltre mare gli Stati Uniti dimostrarono una capacità industriale superiore a quella britannica, con una vivacità scientifica senza pari. Altre potenze pericolose per il predominio britannico erano Russia, Italia e Giappone. Le prime due avevano una scarsa capacità industriale, ma grandi risorse di uomini (la prima) e una posizione strategica importante nel Mediterraneo (la seconda); il Giappone era ancora debolissimo dal punto di vista industriale, ma con una mescolanza di politica estera aggressiva e navalista e di posizione geografica peculiare, infatti l'impero del Sol Levante si trovava in una posizione periferica rispetto a tutte le altre potenze navali ed era perciò molto difficile da attaccare per le potenze europee.
Dopo l'entrata in servizio della Dreadnought, le navi da battaglia continuarono a crescere in dimensioni, calibro dei cannoni ed efficienza man mano che le nazioni facevano a gara per disporre delle navi migliori. Nel 1914 la Dreadnought era ormai obsoleta. La saldatura elettrica migliorò inoltre la capacità di resistenza delle corazze e, contemporaneamente, ne ridusse il peso, inoltre il metallo con cui venivano costruite queste ultime subì una veloce evoluzione in leghe sempre più resistenti a parità di peso (in questo la Germania fu la nazione leader) e nella chimica delle cariche di lancio (categoria invece in cui la nazione apriprista fu il Giappone attorno al 1900-1905). Questa costosa corsa agli armamenti terminò solo con il Trattato navale di Washington del 1922, che limitò il numero e tonnellaggio delle navi da battaglia delle principali nazioni.

## L'era delle corazzate monocalibro

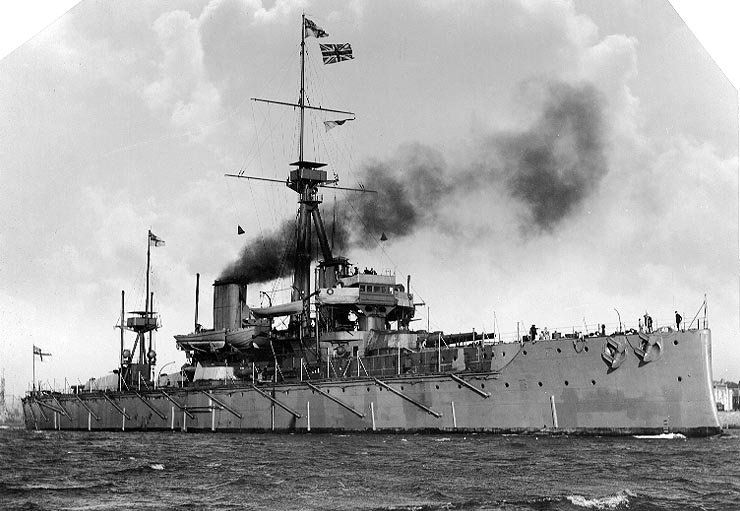
HMS Dreadnought.

Grazie al miglioramento nella disposizione dei cannoni e coi nuovi sistemi di puntamento, "le distanze di ingaggio erano aumentate" da un massimo di 1000 m a 6000 m e oltre nel giro di pochi anni, in parte anche come risposta alla recente invenzione del siluro: devastante ma a corto raggio d'azione. Questo aveva spinto ad allontanarsi dall'installazione di armamenti di calibro differente, dato che ogni calibro richiedeva calibrazioni di puntamento differenti che complicavano senza necessità le tecniche di puntamento. Alle distanze maggiori la più elevata cadenza di fuoco degli armamenti più leggeri veniva negata dal bisogno di attendere l'impatto in mare dei grandi calibri, prima di poter sparare la salva successiva e poter determinare le correzioni al tiro. Questo negava il vantaggio delle armi di piccolo calibro: le armi più pesanti risultavano all'atto pratico altrettanto veloci e causavano un danno maggiore.
Parzialmente a causa di questa nuova filosofia e parzialmente in conseguenza del suo nuovo potente motore a turbina, la Dreadnought trascurò completamente l'armamento secondario di calibro inferiore portato dal suo immediato predecessore, a favore di un numero maggiore di cannoni di grosso calibro di ogni altra nave di quel periodo. Le cinque torri binate erano tre a centronave e due sui bordi, ottenendo così una potenza di fuoco doppia di ogni altra nave esistente all'epoca. Grazie al motore a turbina, poteva raggiungere i 21 nodi di velocità in mare calmo, superando quindi in velocità ogni nave da battaglia dell'epoca. La sua corazzatura era abbastanza forte che avrebbe potuto concettualmente affrontare in uno scontro a fuoco ogni nave dell'epoca e vincere.
Sebbene ci fossero alcuni problemi con la nave - le torri montate sui bordi mettevano sotto sforzo lo scafo quando sparavano lateralmente e la parte più spessa della corazza rimaneva sotto la linea di galleggiamento quando la nave era a pieno carico - la Dreadnought fu così rivoluzionaria che le navi da battaglia costruite prima di lei vennero denominate pre-Dreadnought, mentre quelle successive vennero chiamate Dreadnoughts. Nel giro di pochi anni vennero costruite navi da battaglia più grosse e con cannoni di calibro superiore che vennero chiamate Super Dreadnoughts. Con un sol colpo la Dreadnought aveva reso obsolete tutte le navi da battaglia esistenti, incluse quelle della Royal Navy, che si imbarcò in un programma di costruzione di progetti ancora più potenti.
L'orgoglio nazionale nei primi anni del XX secolo fu grandemente basato su quante di queste navi possedeva una marina e i dettagli venivano pubblicati sui giornali, seguiti da un pubblico avido di notizie. La corsa agli armamenti che scatenò la Dreadnought, specialmente tra la Gran Bretagna e il neonato impero germanico creò potenti onde d'urto. Mentre la Germania prima dell'entrata in servizio della Dreadnought era rimasta indietro all'Impero britannico di più di una ventina di navi da battaglia, ora era indietro di solo una.
Solo la maggiore capacità cantieristica inglese permise a essa di avere un vantaggio di cinque all'entrata in guerra. Inoltre, le corazzate tedesche dovevano rispettare i limiti del canale di Kiel che taglia la Danimarca dal continente.
Le turbine a vapore che alimentavano i motori della Dreadnought le permettevano di mantenere una velocità massima maggiore per un tempo più lungo e con meno manutenzione dei motori a tripla espansione utilizzati dai suoi predecessori. Essendo più compatte le turbine permettevano di avere uno scafo più basso, che aveva l'effetto collaterale di ridurre il peso della corazza che la nave doveva portare. Sebbene le turbine fossero già state utilizzate dai cacciatorpediniere da alcuni anni, la Dreadnought fu la prima nave da battaglia a utilizzarle. In conseguenza delle turbine la Dreadnought era in realtà lievemente più economica della classe precedente di navi da battaglia pre-Dreadnought, la Lord Nelson.
Le navi da battaglia americane classe South Carolina furono incominciate prima della Dreadnought, e avevano molte delle sue caratteristiche, eccetto per le turbine a vapore; comunque il loro progetto finale non venne completato prima della Dreadnought e la loro costruzione richiese molto più tempo. La notevole innovazione per questa classe fu la sovrapposizione verticale delle torri in modo che il campo di tiro della torre più arretrata non fosse limitato da quella anteriore.
Un progetto di corazzata monocalibro armata con 12 cannoni da 305 mm fu presentato nel 1902 dall'ingegnere del genio navale italiano Vittorio Cuniberti alla Regia Marina, che però lo rifiutò.

### Le super-Dreadnought

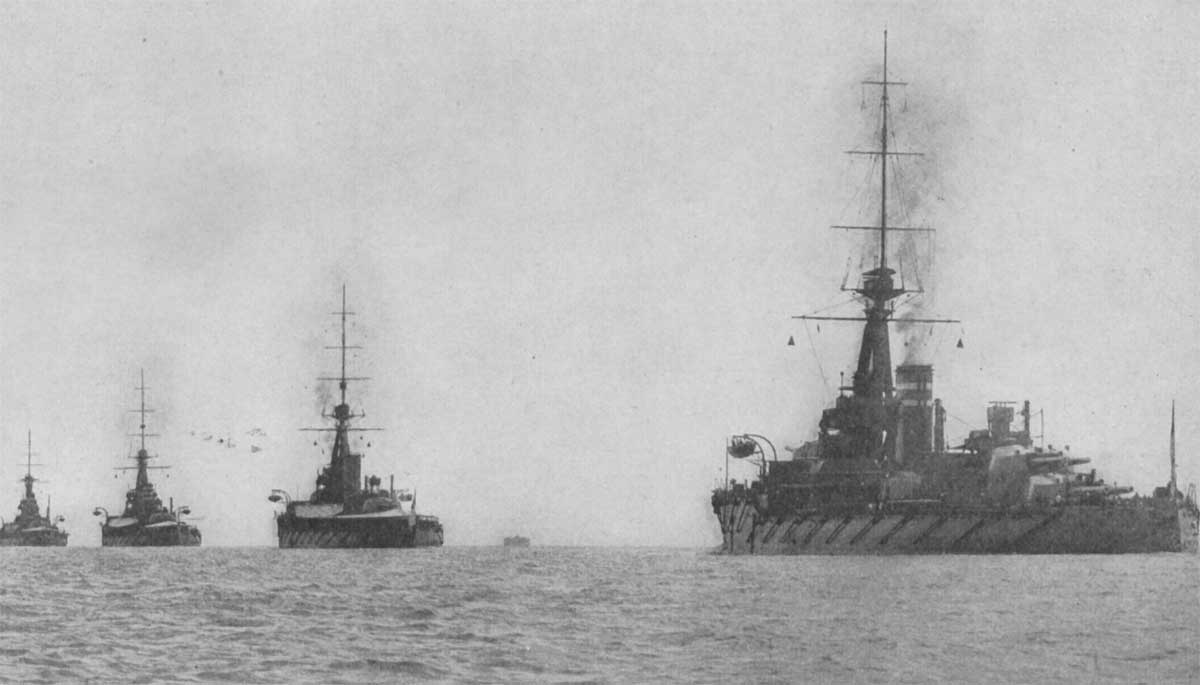
Navi da battaglia della classe Orion in linea di fila.

L'arrivo delle super-Dreadnought non è chiaramente identificato con una singola nave nella stessa maniera che l'epoca delle corazzate monocalibro venne incominciato dall'HMS Dreadnought. Comunque si ritiene comunemente che incominciò con la classe britannica Orion e la tedesca König.
Le navi della classe Orion furono semplicemente un passo nella rapida evoluzione incominciata dalla Dreadnought. Quello che le rese "super" fu il balzo senza precedenti nel dislocamento di 4000 t oltre la classe precedente, l'introduzione del cannone da 13,5" (343 mm) e la distribuzione di tutto l'armamento principale sulla linea centrale dello scafo. Perciò nel giro dei cinque anni che erano passati dal varo della Dreadnought a quello dell'Orion, il dislocamento era aumentato del 20% e la potenza di fuoco era raddoppiata.
Le super-Dreadnought incorporarono anche durante la costruzione gli ultimi avanzamenti tecnici in artiglieria. Perciò erano dotate di una centrale di tiro progettata fin dall'inizio con posizioni di osservazione più grandi, dotate di telemetri e ripetitori elettrici in alto e di calcolatori meccanici in posizioni protette al di sotto, con sistemi di allineamento e di correzione molto avanzati per i cannoni.
La debolezza di progetto delle super-Dreadnought, che le distingue dai progetti successivi alla prima guerra mondiale è la disposizione della corazzatura. Il loro progetto enfatizzava la protezione verticale, che era necessaria negli scontri d'artiglieria a corto raggio. Queste navi erano capaci di ingaggiare il nemico a 20000 m, ma erano vulnerabili all'angolo con cui i colpi arrivavano da tali distanze di fuoco. I progetti successivi alla guerra includevano tipicamente da 12 a 15 cm di corazza sul ponte per protezione contro il fuoco dall'alto. La mancanza di protezione sotto la linea di galleggiamento fu anch'essa una debolezza delle navi da battaglia precedenti la prima guerra mondiale.
L'era delle super-Dreadnought era finita per la fine della prima guerra mondiale, quelle che servirono nella seconda guerra mondiale avevano ricevuto tutte modifiche estensive o furono destinate a compiti limitati a causa della loro vulnerabilità rispetto alle navi da battaglia più moderne.

## Prima guerra mondiale

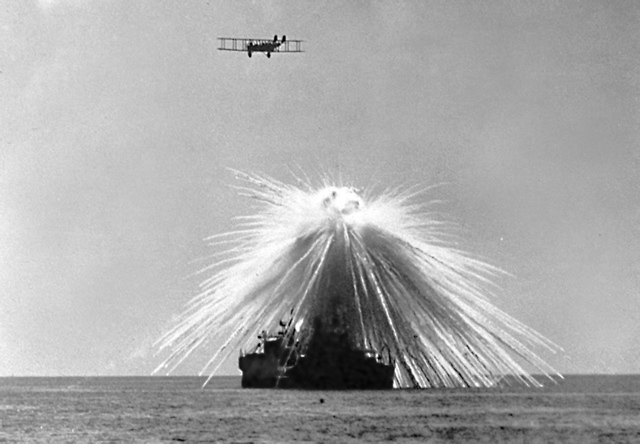
Un Martin MB-2 colpisce, durante una prova di tiro, la corazzata in disarmo USS Alabama (BB-08) il 27 settembre 1921.

Una corsa navale agli armamenti era in atto tra la Germania e il Regno Unito fin dall'ultimo decennio del XIX secolo. La costruzione del Dreadnought aiutò in realtà la Germania, dato che ridusse di fatto il divario in navi da battaglia rispetto al Regno Unito da 15 navi dell'ultimo modello ad appena una. Inoltre la politica britannica di mantenere una marina più grande della seconda e terza marina combinate stava diventando insostenibilmente costosa. Nel giro di pochi anni tutte le rimanenti marine passarono a costruire il nuovo tipo di navi.
Da diversi secoli la Royal Navy dominava i mari, ma il kaiser Guglielmo II e il suo ministro della marina, Alfred von Tirpitz, si misero al lavoro per cambiare la situazione. La Hochseeflotte e la Grand Fleet valevano troppo per essere rischiate in battaglia e quindi trascorsero la maggior parte della guerra in porto aspettando che l'avversario prendesse il mare, ma rimanendo una minaccia potenziale per l'avversario secondo il concetto di Alfred Thayer Mahan della Fleet in being. Paradossalmente le navi erano troppo costose (perlomeno strategicamente) per essere lasciate in porto e troppo costose da usare in battaglia. Eccetto per alcune operazioni nel mar Baltico contro la Russia, la flotta principale tedesca si limitò a attacchi di incrociatori da battaglia contro la costa orientale britannica, nel tentativo di attirare la flotta di Sua Maestà in mare aperto, così che potesse essere distrutta dalla Flotta d'alto mare tedesca in attesa. A sua volta i britannici fecero puntate contro il Mare del Nord ed entrambe le fazioni realizzarono campi minati di grande estensione. Sebbene ci furono diverse battaglie navali l'unico scontro tra le flotte principali inglesi e tedesche fu la battaglia dello Jutland, una vittoria tattica tedesca (furono affondate quattordici navi britanniche contro undici navi tedesche, sebbene la Hochseeflotte abbandonò il campo), ma una vittoria strategica britannica, dato che sebbene la flotta tedesca non venisse distrutta, perse tempo per riportarsi in stato di piena efficienza e rimase in gran parte in porto per il resto della guerra.
Dopo la prima guerra mondiale, l'armistizio con la Germania richiese che la maggior parte della flotta d'alto mare tedesca venisse internata a Scapa Flow in Scozia. La maggior parte di queste navi vennero successivamente affondate dai loro equipaggi tedeschi il 21 giugno 1919 appena prima della resa formale della Germania; i marinai tedeschi erano di fatto imbattuti e non desideravano che le loro navi cadessero nelle mani dei britannici.

## Seconda guerra mondiale

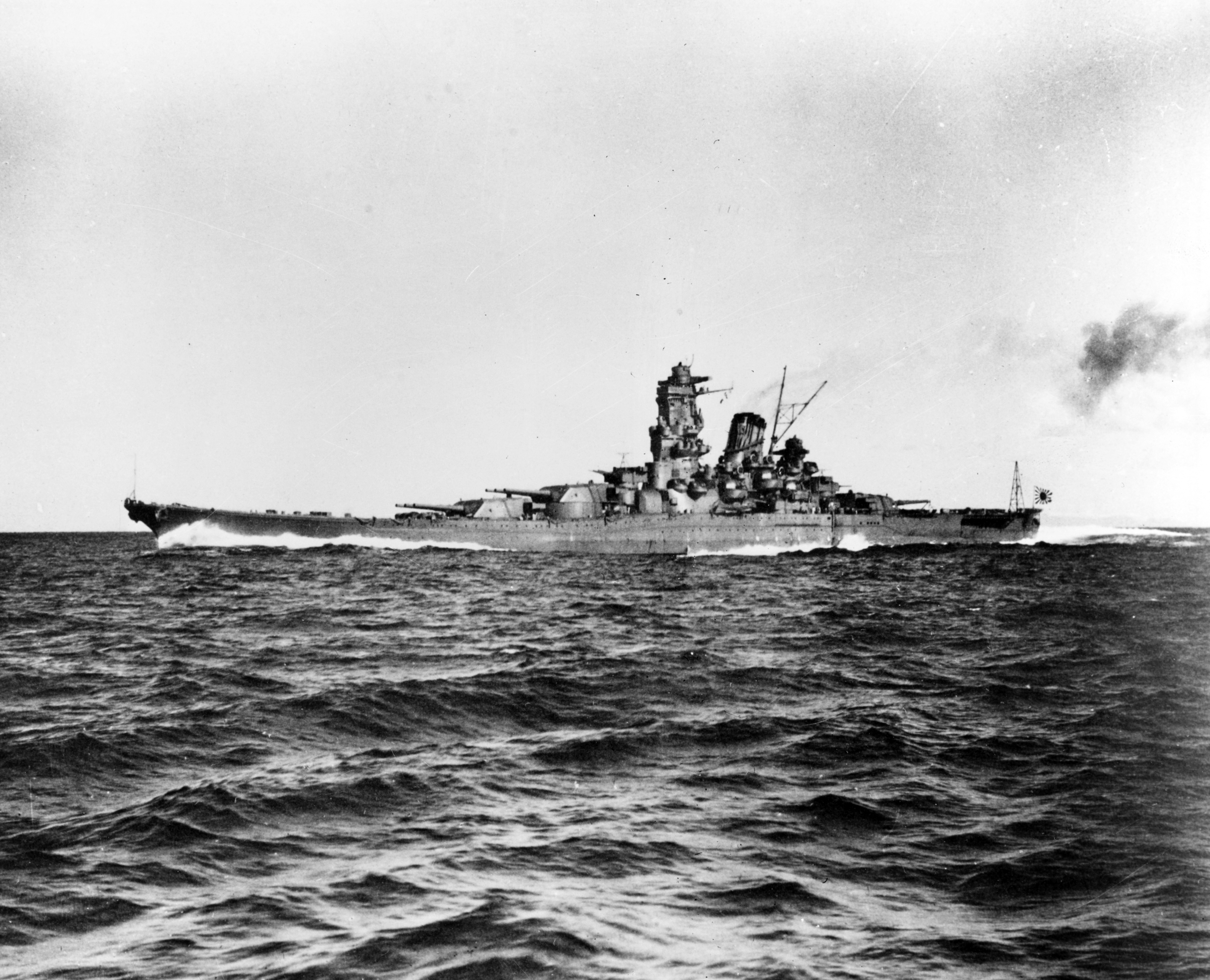
La giapponese Yamato nel 1941. Insieme alla nave sorella Musashi fu la più grande nave da battaglia nella storia.

Con il Trattato navale di Washington del 1922 le principali marine del mondo ridussero il loro programma di costruzione di corazzate e numerose navi furono smantellate (come per esempio l'italiana Francesco Caracciolo) o destinate ad altro scopo, come la USS Lexington, trasformata in portaerei. Il trattato durò, con varie estensioni, fino al 1936 quando le principali marine del mondo diedero inizio a una nuova corsa agli armamenti. Navi famose come la Bismarck, Prince of Wales e la Yamato furono tutte varate in questi pochi anni. Durante il conflitto la guerra navale evolse rapidamente e le navi da battaglia persero il loro ruolo di navi principali della flotta. La maggior parte delle navi da battaglia di nuova costruzione della seconda guerra mondiale erano dotate di torri trinate con cannoni di calibro tra i 14" e i 16" (18,1" nel caso della Yamato) in una disposizione "2-A-1" (due torri a prua e una a poppa) e una sovrastruttura fiancheggiata da cannoni secondari di calibro 4"-6".

### La battaglia dell'Atlantico
All'inizio della seconda battaglia dell'Atlantico le unità di superficie tedesche minacciarono i convogli atlantici che rifornivano la Gran Bretagna, quindi le unità inglesi dovettero impegnarsi nella protezione dei convogli e nella caccia e distruzione delle navi tedesche, così come rimanere in attesa a Scapa Flow. Le navi corsare tedesche segnarono alcuni successi iniziali, lo Scharnhorst e il Gneisenau sorpresero e affondarono la portaerei HMS Glorious al largo della Norvegia occidentale nel giugno 1940. Una successiva crociera nell'Atlantico del nord, fruttò allo Scharnhorst e al Gneisenau 22 navi. La Bismarck affondò l'incrociatore da battaglia HMS Hood il 24 maggio 1941 durante un tentativo penetrare nell'Atlantico del nord (Battaglia dello stretto di Danimarca). La Royal Navy diede la caccia alla Bismarck: l'attacco di biplani Swordfish armati con siluri, provenienti dalla portaerei Ark Royal, disabilitò le sue capacità di manovra, rendendola un facile bersaglio e il 27 maggio 1941 le corazzate King George V, Rodney e altri incrociatori e cacciatorpediniere la ingaggiarono, costringendola all'autoaffondamento.

### La notte di Taranto
Le navi da battaglia vennero coinvolte anche nella battaglia per il controllo del Mediterraneo. A Taranto nella notte tra l'11 novembre e il 12 novembre 1940, dei biplani Swordfish decollati dalla HMS Illustrious attaccarono la flotta italiana all'àncora nella loro base di Taranto. Al prezzo di 2 aeroplani abbattuti la Royal Navy affondò una nave da battaglia e ne mise fuori servizio altre due. Il successo di questo raid ispirò il piano giapponese di attaccare Pearl Harbor, che entrò nella fase di preparazione tre mesi dopo. Alla battaglia di Capo Matapan del 27-29 marzo 1941, tre incrociatori pesanti italiani vennero sorpresi e sopraffatti da una flotta di navi da battaglia britanniche, nelle vicinanze di Creta, dimostrando che le navi leggere delle flotte erano ancora vulnerabili ai cannoni di grosso calibro.

### La supremazia dell'aereo sulla corazzata
Comunque la tecnologia stava rendendo obsolete le navi da battaglia. La gittata dei cannoni di una nave da battaglia poteva raggiungere le trenta miglia, ma una portaerei dispone di aerei che possono colpire a centinaia di miglia di distanza. La Bismarck venne messa in avaria da obsoleti aerosiluranti Swordfish decollati dalla Victorious e dalla Ark Royal. La vecchia nave da battaglia sovietica Petropavlovsk e l'italiana Roma vennero affondate da attacchi aerei. La nave da battaglia inglese HMS Prince of Wales e l'incrociatore da battaglia che la scortava HMS Repulse vennero affondati da aerosiluranti giapponesi Mitsubishi G4M mentre difendevano la Malaya. Il Prince of Wales divenne la prima nave da battaglia a essere affondata da aerei mentre era in grado di difendersi in mare aperto.
Il D-Day vide le navi da battaglia nel ruolo di bombardamento costiero di supporto dello sbarco su una spiaggia ostile e fortificata. Diverse vecchie navi dimostrarono il loro valore, non solo eliminando l'artiglieria costiera che minacciava i trasporti e le navi da sbarco, ma anche colpendo nodi ferroviari e concentrazioni di truppe e carri armati. La HMS Ramillies sparò 1 002 colpi calibro 15" contro bersagli costieri così come riuscì a tenere a bada aerei tedeschi e a respingere attacchi di cacciatorpediniere e di U-Boot.
L'attacco giapponese di Pearl Harbor del dicembre 1941 affondò o danneggiò la maggior parte della flotta del Pacifico americana, ma le tre portaerei non erano in porto e sfuggirono al danno. Sei mesi più tardi furono queste a fermare l'ondata giapponese alla Battaglia delle Midway. Con il progredire della guerra le navi da battaglia si coprirono di armi antiaeree come il cannone Bofors da 40 mm, ma nonostante ciò l'avvento delle forze aeree segnò la fine per le navi da battaglia.

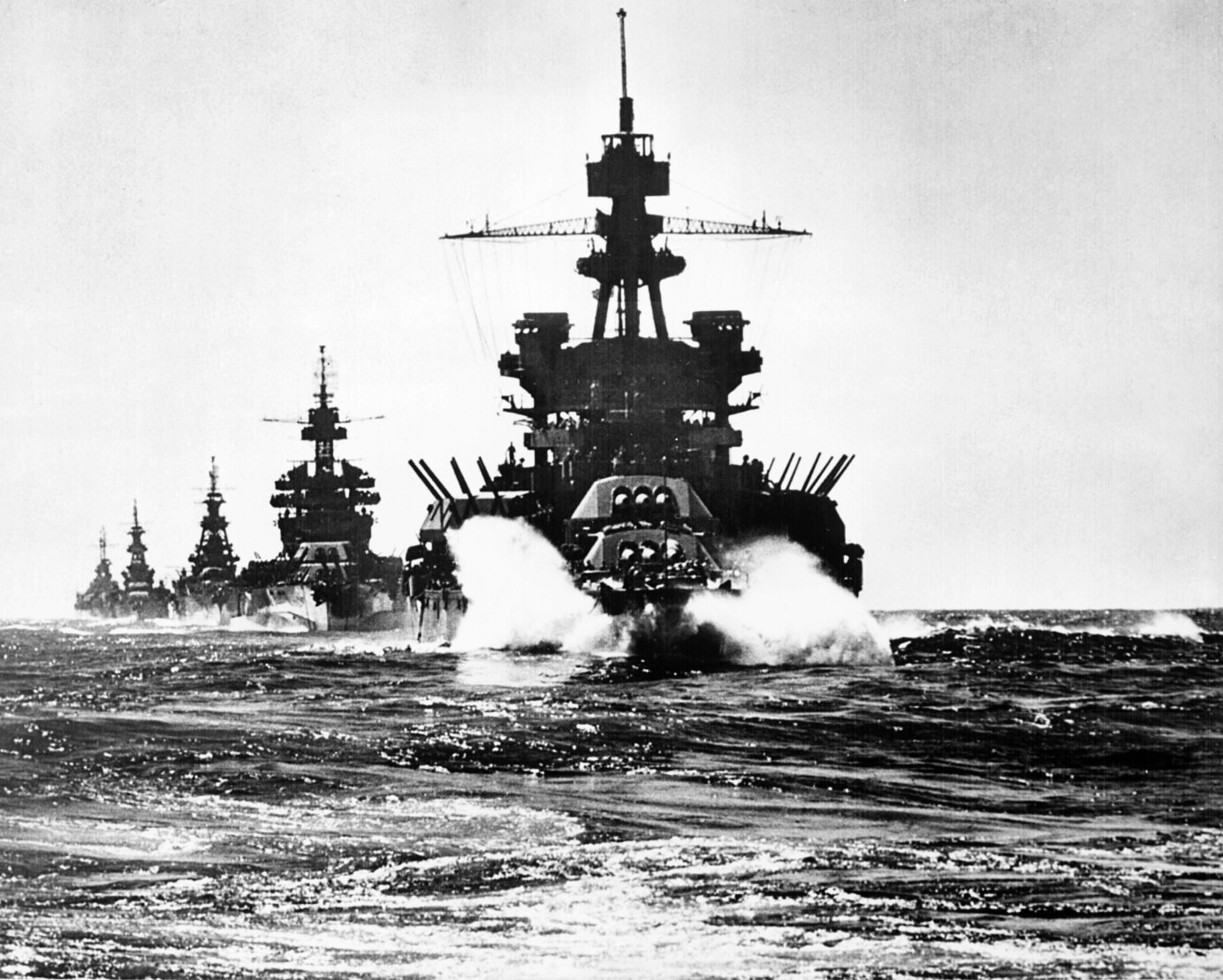
La Pennsylvania mentre guida la Colorado, la Louisville, la Portland e la Columbia nel golfo di Lingayen nelle Filippine, gennaio 1945.

Le navi da battaglia nell'Oceano Pacifico eseguirono principalmente missioni di bombardamento costiero e di difesa antiaerea per le portaerei. Le più grosse navi da battaglia mai costruite, le giapponesi Yamato e Musashi, furono affondate da attacchi aerei molto prima che potessero entrare in contatto con la flotta americana. L'ultima nave da battaglia tedesca operativa, la Tirpitz, rimase fino a guerra avanzata nascosta nei fiordi norvegesi, protetta da difese anti-sottomarini e da cannoni antiaerei costieri, ma venne comunque affondata da aerei della RAF che utilizzarono bombe Tallboy.
La seconda metà della seconda guerra mondiale vide gli ultimi quattro duelli tra navi da battaglia. Il 27 ottobre 1942 la Massachusetts statunitense combatté contro la nave da battaglia della Francia di Vichy Jean Bart. Il 15 novembre 1942, nella battaglia di Guadalcanal, le navi da battaglia statunitense South Dakota e Washington combatterono e distrussero l'incrociatore da battaglia giapponese Kirishima. Il 26 dicembre 1943, nella battaglia di Capo Nord, la HMS Duke of York accompagnata da cacciatorpediniere affondò la tedesca Scharnhorst al largo della Norvegia. Infine, il 25 ottobre 1944, nella Battaglia del Golfo di Leyte, sei navi da battaglia statunitensi affondarono le navi da battaglia giapponesi Yamashiro e Fuso.
Nonostante ciò la battaglia di Samar del 25 ottobre 1944 durante la battaglia del Golfo di Leyte dimostrò che le navi da battaglia erano ancora letali. Solo l'indecisione dell'ammiraglio Takeo Kurita salvò le portaerei americane del gruppo "Taffy 3" dall'essere affondate dal fuoco delle navi da battaglia Yamato, Kongō, Haruna e Nagato e dagli incrociatori che le accompagnavano. Miracolosamente solo la portaerei di scorta USS Gambier Bay e quattro cacciatorpediniere vennero affondati.
In conseguenza dei mutamenti tecnologici, i piani per navi da battaglia ancora più grosse, la statunitense classe Montana e la giapponese classe Super Yamato vennero cancellati. Alla fine della guerra praticamente tutte le navi da battaglia del mondo furono disarmate o radiate e demolite. Si deve notare che la maggior parte delle navi da battaglia vennero perse mentre erano in porto. Prima della seconda guerra mondiale nessuna nave da battaglia venne affondata in mare aperto da bombardieri pesanti, che erano considerati il rischio più grave per le navi da battaglia, per i risultati delle prove di bombardamento effettuati sulla SMS Ostfriesland, una nave da battaglia tedesca che fu ceduta agli Stati Uniti al termine della prima guerra mondiale. La Roma venne affondata da una bomba guidata (una Fritz-X), mentre stava per consegnarsi agli Alleati. Nella seconda guerra mondiale, il pericolo aereo per le navi da battaglia era costituito da piccoli bombardieri in picchiata e aerosiluranti con equipaggio da uno a tre uomini, come il Douglas SBD Dauntless e il Grumman TBF Avenger.

## Dopo la seconda guerra mondiale

L'Andrea Doria nel 1940.

Successivamente alla seconda guerra mondiale alcune marine mantennero in servizio navi da battaglia, sebbene ormai surclassate dalle portaerei. L'italiana Giulio Cesare venne ceduta come compensazione di guerra all'Unione Sovietica che la ribattezzò Novorossiysk; venne affondata (presumibilmente da una mina residuato bellico tedesco) nel Mar Nero il 29 ottobre 1955. Le francesi Lorraine, Richelieu e Jean Bart vennero smantellate rispettivamente nel 1954, 1964 e 1970. Le quattro sopravvissute navi da battaglia britanniche classe King George V vennero smantellate intorno al 1958 mentre la Vanguard, l'ultima corazzata a essere stata costruita alla fine della seconda guerra mondiale, fu smantellata intorno al 1960; le rimanenti navi da battaglia britanniche furono tutte smantellate alla fine degli anni 1940.
La sovietica Petropavlovsk venne smantellata nel 1953, la Sevastopol' nel 1957 e la Gangut nel 1959. La brasiliana Minas Gerais venne smantellata nel 1954 (la nave sorella São Paulo affondò dopo la radiazione in una tempesta nel 1951 mentre era al traino verso la demolizione). L'Argentina mantenne in servizio le sue navi da battaglia classe Rivadavia fino al 1956, il Cile tenne la Canada fino al 1959, e l'incrociatore da battaglia turco Yavuz, ossia l'ex incrociatore tedesco Goeben varato nel 1911, venne smantellato nel 1976 dopo che un'offerta di rivenderlo alla Germania venne declinata.
La Svezia mantenne in servizio diverse navi da battaglia costiere fino alla fine degli anni 1950. L'Italia, nonostante le mutate condizioni politiche e il formarsi del blocco comunista che impose soprattutto agli Stati Uniti la revisione delle loro posizioni per contrastare la minaccia sovietica nel Mediterraneo, alla fine fu costretta dagli alleati a demolire le navi da battaglia Vittorio Veneto e Italia della classe Littorio, sopravvissute alla guerra, e poté mantenere in servizio solo le più vecchie, Andrea Doria e Caio Duilio, radicalmente ricostruite tra il 1938 e il 1940, che si alternarono come navi ammiraglie della marina militare italiana, per poi essere collocate in disarmo nel 1953 e radiate e demolite nel 1956. Per strana coincidenza la corazzata Andrea Doria cominciò a essere demolita a poca distanza di tempo dall'affondamento del transatlantico Andrea Doria.

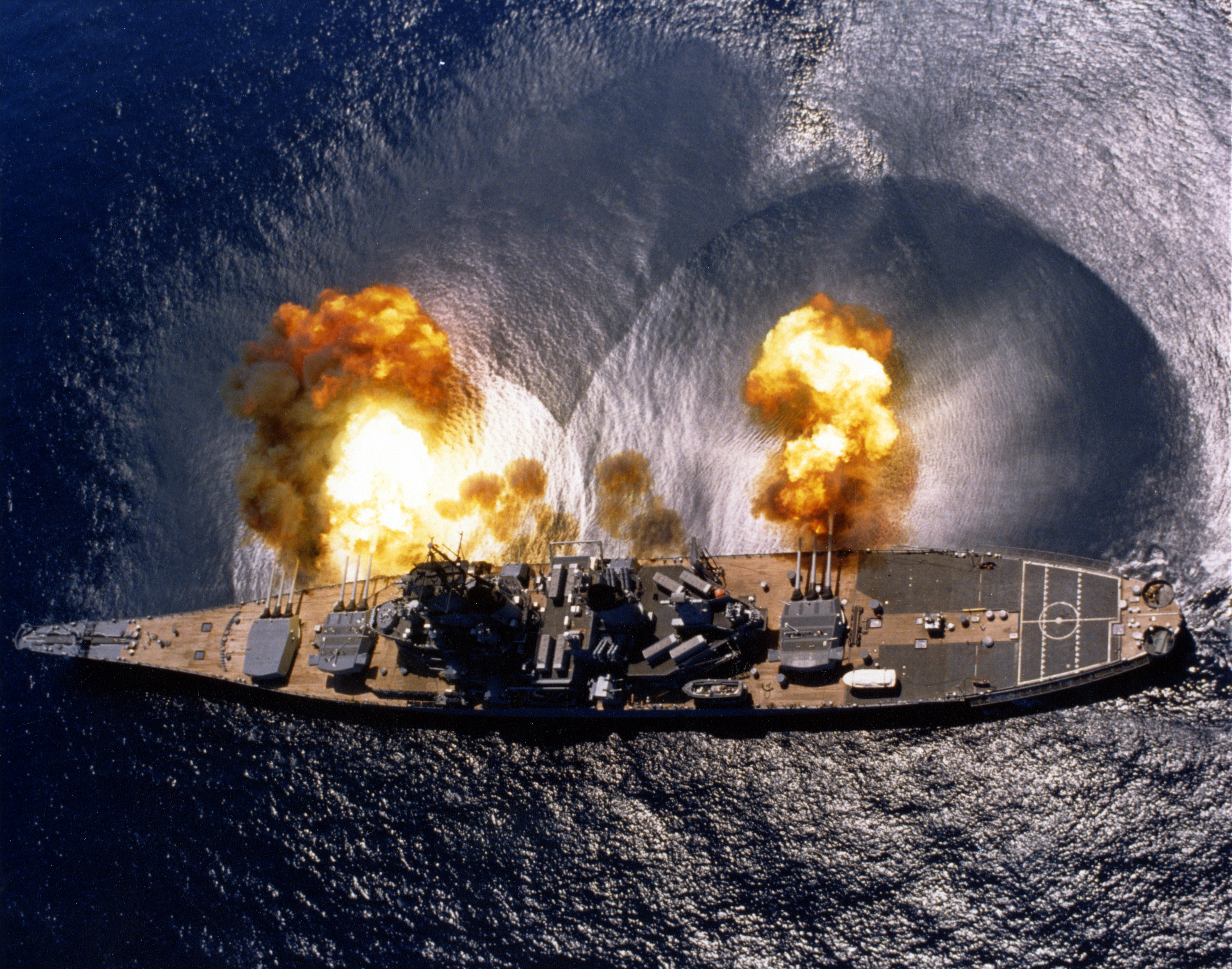
La USS Iowa mentre spara una bordata a dritta.

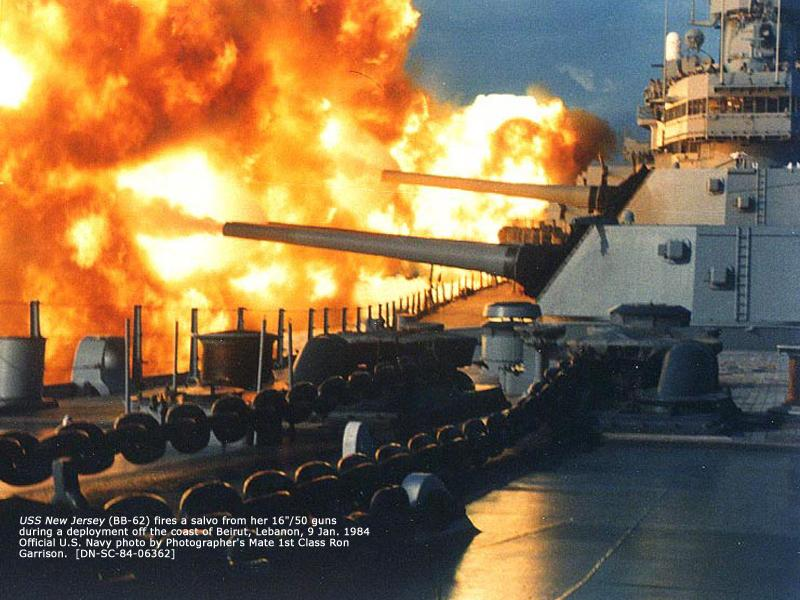
La USS New Jersey al largo di Beirut spara una bordata con i suoi 16"/50.

Nella marina militare statunitense le navi battaglia ottennero un'estensione di vita come navi di supporto fuoco. L'artiglieria imbarcata veniva giudicata dalla marina come un metodo più efficace, accurato ed economico di un attacco aereo. Il fuoco d'artiglieria controllato da radar e computer poteva essere indirizzato con estrema precisione sul bersaglio. Gli Stati Uniti rimisero in servizio tutte le quattro navi da battaglia classe Iowa per la guerra di Corea e la New Jersey per la Guerra del Vietnam.
Furono usate principalmente per il bombardamento costiero. Come parte dello sforzo del Segretario della Marina John F. Lehman di ricostituire la forza della marina statunitense (il piano 600-ship Navy) e in risposta alla messa in servizio della Kirov da parte dell'Unione Sovietica gli Stati Uniti modernizzarono tutte le navi da battaglia classe Iowa armandole di Tomahawk rimettendole in servizio insieme alla New Jersey (furono utilizzate in missioni di bombardamento in Libano) mentre la Missouri e la Wisconsin parteciparono alla Guerra del Golfo del 1991. La Wisconsin servì come TLAM strike commander (centrale di controllo dei missili Tomahawk) per la guerra del Golfo, dirigendo la sequenza di attacchi che segnarono l'apertura dell'Operazione Tempesta nel Deserto e lanciò un totale di 24 Tomahawk durante i primi due giorni della campagna. Questo è per il momento l'ultima azione di guerra in cui venne impegnata una nave da battaglia.

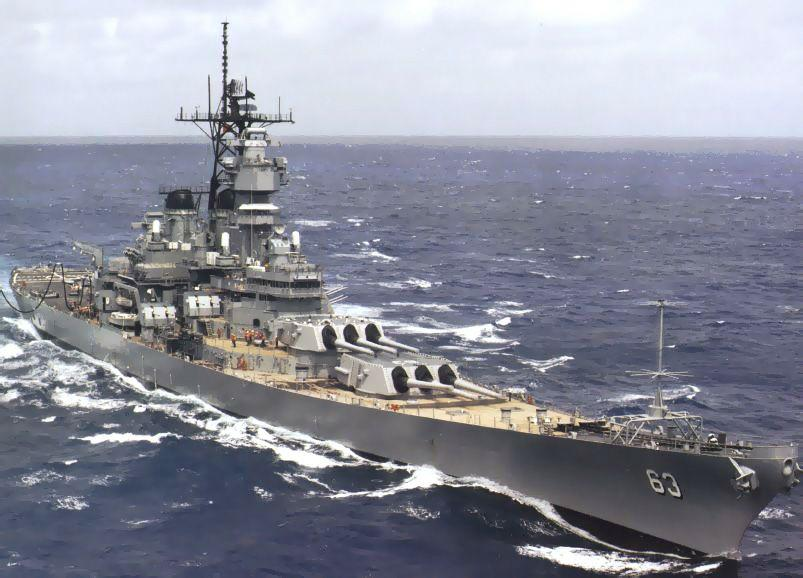
La USS Missouri alla fine degli anni 1980.

Tutte e quattro vennero messe fuori servizio all'inizio degli anni 1990. La Missouri e la New Jersey sono ora navi museo (rispettivamente a Pearl Harbor e a Camden (New Jersey). La Wisconsin funziona ancora da nave museo (a Norfolk (Virginia)), ma è mantenuta tuttora nel Naval Vessel Register, e il pubblico può visitare solo il ponte. La Iowa (a Suisun Bay) e la Wisconsin fanno ancora parte della United States Navy reserve fleets e potrebbero essere riattivate.

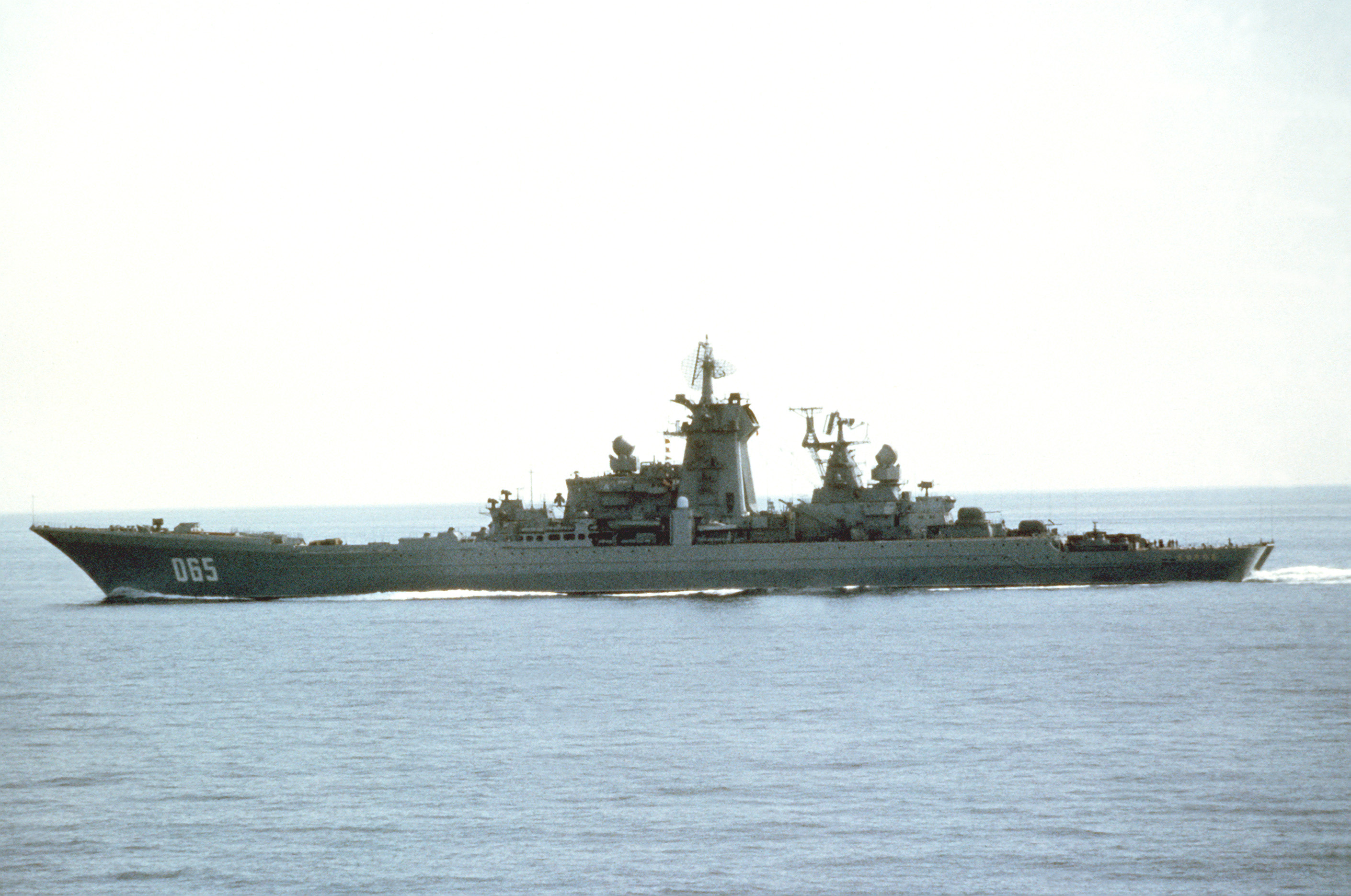
L'incrociatore lanciamissili Kirov.

A partire dalla fine degli anni 1970 l'Unione Sovietica costruì quattro grandi incrociatori da battaglia nucleari lanciamissili classe Kirov (Raketny Kreyser tradotto "Incrociatori lanciamissili"), uno dei quali ancora in attività nel 2011 avendo concluso la sua campagna 2010 con esercitazioni internazionali. La loro introduzione è stata una dei fattori che portò all'aggiornamento delle navi classe Iowa. Queste navi, pur essendo grosse per un incrociatore, non sono navi da battaglia nel senso tradizionale del termine, sono concepite come grossi incrociatori lanciamissili e mancano di diversi tratti tradizionali delle navi da battaglia, come una pesante corazzatura e una capacità significativa di bombardamento costiero. Per esempio con 26000 t di dislocamento sono quasi il doppio di un incrociatore lanciamissili classe Krasina (circa 11000 t), ma la metà di una classe Iowa (55000 t).
Oltre a quelle già citate le navi da battaglia ancora esistenti come navi da museo includono le statunitensi USS Massachusetts, North Carolina, Alabama e Texas, la britannica HMS Mary Rose e Warrior, la giapponese Mikasa, le olandesi Buffel e Schorpioen, e la cilena Huascar.

## La protezione delle navi da battaglia: la Prima guerra mondiale
Le prime dreadnought utilizzavano lo stesso schema di protezione delle classi precedenti di navi da battaglia: una cintura corazzata di spessore variabile tra i 250 e i 305 mm proteggeva la linea di galleggiamento tra le torri di prua e poppa dell'artiglieria principale, mentre la parte superiore della fiancata ove si trovava disposta in batteria come ai tempi delle navi a vela l'artiglieria secondaria veniva protetta con spessori da 100 a 240 mm. La cintura corazzata continuava lungo la linea di galleggiamento fino a prua e poppa estrema, ma con spessori ridotti a circa 100-150 mm.
La protezione orizzontale era piuttosto limitata, in quanto la dottrina di impiego prevedeva scontri navali a distanza relativamente ravvicinata che implicavano traiettorie più tese che paraboliche. Due ponti corazzati chiudevano in alto e in basso la cintura corazzata: quello superiore piatto corrispondeva in genere al ponte di coperta ed era destinato a proteggere l'artiglieria secondaria, mentre quello inferiore era piatto nella parte centrale e inclinato verso il basso ai bordi, in modo da integrare la protezione della cintura corazzata. Il suo scopo era quello di arrestare il proiettile che l'avesse attraversata e proteggere i sottostanti locali macchine o depositi munizione dalla conseguente detonazione: gli spessori di entrambi i ponti non superavano tuttavia i 25 mm nelle parti piatte, per raggiungere i 50-65 mm nella parte inclinata del ponte inferiore.
Le torri dell'artiglieria principale presentavano uno spessore di corazzatura identico a quello della cintura corazzata nella parte frontale, un tetto da circa 100 mm e fianchi-retro da 200 mm circa: la protezione si estendeva al di sotto della torre per riparare gli elevatori delle munizioni e delle cariche con gli stessi spessori del frontale, fino all'altezza del bordo superiore della cintura corazzata o del ponte corazzato principale. La pericolosità delle mine e dei siluri era all'epoca sottostimata, quindi le protezioni dalle esplosioni subacquee risultavano primitive e limitate a un doppio fondo posto sotto la chiglia che proseguiva verso l'alto fino a incontrare il bordo inferiore della cintura corazzata e ai depositi di carbone posti lungo i fianchi della nave, il cui contenuto e la struttura a celle avrebbe dovuto arrestare le schegge e dissipare l'energia della detonazione prima che i suoi effetti raggiungessero le parti vitali della nave.
Non a caso la prima innovazione introdotta nella protezione delle navi da battaglia si ebbe in questo settore: una paratia verticale con spessori tipici da 10 a 40 mm fu collocata a una certa distanza dal fianco della nave, estendendosi dalla chiglia al ponte corazzato.
La funzione della "paratia antisiluro" era analoga a quella delle paratie trasversali che suddividevano la nave in tanti "compartimenti stagni", ovvero limitare l'allagamento prodotto dall'esplosione di un siluro, di una mina o di un colpo di artiglieria detonato nelle vicinanze della fiancata a una limitata sezione dello scafo. La Marina Imperiale Germanica fu maestra in questo settore grazie a numerosi esperimenti compiuti prima della Prima Guerra Mondiale, che la condussero a realizzare robuste paratie antisiluro di elevato spessore in grado di arrestare anche le schegge generate dalle esplosioni. La Marina Russa estese poi il concetto, impiegando paratie che raggiungevano il ponte corazzato superiore a seguito delle esperienze maturate nella guerra con il Giappone e ovviamente i tedeschi furono lesti a generalizzare tale schema di protezione.
Un sistema alternativo, e molto efficace, fu quello ideato dal generale del genio navale Pugliese, un ufficiale italiano, che pensò a dei piccoli compartimenti pieni d'acqua contenenti una grossa botte metallica vuota, quando il siluro (o la mina) colpiva il compartimento dissipava buona parte dell'energia esplosiva sulla botte. Questo sistema funzionava egregiamente nei compartimenti più grossi, ma non in quelli minori, per cui Pugliese stava elaborando una soluzione alternativa a piccoli compartimenti stagni, che però non fu mai installata perché il generale, che era di religione ebraica, fu espulso dalla marina nel 1938 in conseguenza delle leggi razziali, una delle più gravi perdite che le leggi razziali causarono alle forze armate italiane.
La seconda importante innovazione fu introdotta dalla Marina Americana e sintetizzata nel concetto "all or nothing", tutto o niente. La US Navy teorizzò l'inutilità della cintura corazzata superiore, che non era in grado di arrestare i proiettili di grosso calibro ma ne attivava le spolette provocandone la detonazione all'interno delle navi. Se la cintura corazzata fosse stata limitata alla protezione delle parti vitali sarebbe stato possibile ispessirla fino a impedirne la penetrazione, mentre i danni prodotti alle parti totalmente sprotette delle navi sarebbero stati di relativamente piccola entità, in quanto le spolette dei proiettili non sarebbero state attivate dall'impatto con parti "soffici". La Marina Americana migliorò inoltre il sistema di protezione dalle esplosioni subacquee, aggiungendo due paratie longitudinali per ammortizzare le detonazioni con più camere stagne che agissero in serie l'una rispetto all'altra. Tutte le marine impiegarono poi per le proprie superdreadnought con artiglieria da 13,5 a 15 pollici spessori di corazza maggiorati nelle torri e le fiancate, che finirono per raggiungere i 330 e i 350 mm e migliorarono alla fine della guerra la protezione orizzontale, ispessendo i ponti corazzati e irrobustendo il tetto delle torri di artiglieria sulla base delle esperienze maturate.

## Usi nella narrativa
Il termine "nave da battaglia" compare spesso nella fantascienza di ispirazione militare, dove generalmente occupano un ruolo simile a quelle delle corrispondenti storiche. Si deve far notare che alcuni scrittori considerano "nave da battaglia" sinonimo di "nave da guerra" e pertanto occasionalmente compaiono strane classificazioni come "nave da battaglia leggera" o "piccola nave da battaglia". Alcune navi da battaglia futuristiche sono in realtà grandi astronavi che operano nello spazio profondo, invece che nel mare aperto.

### H.G. Wells
Oltre a descrivere la nave corazzata Thunder Child ne La guerra dei mondi, H. G. Wells ha usato il termine come ispirazione per il romanzo Le corazzate terrestri. Wells prese l'idea delle navi corazzate e la utilizzò per creare quelli che in effetti erano proto-carri armati anni prima del loro uso effettivo nella guerra reale.